# 2014년 시드니 인질극
2014년 시드니 인질극은 2014년 12월 15일에 호주 시드니 시내 마틴플레이스의 린트 초콜릿 카페에서 맨 하론 모니스가 일으킨 인질극 사건이다.
이 인질극으로, 당시 주변 도로와 지하철, 해당 지역의 공공기관과 회사는 모두 봉쇄되었다. 2014년 12월 16일 오전 2시 14분에 몇 인질들이 탈출하고 나서 경찰특공대가 진압을 시작하였다. 이후 경찰은 상황이 종료되었음을 선언했으며, 나중에, 인질범 중 한명이 사망한 것으로 공식적으로 확인되었고 또한 2명이 추가로 사망하였다.

## 상황

### 침입

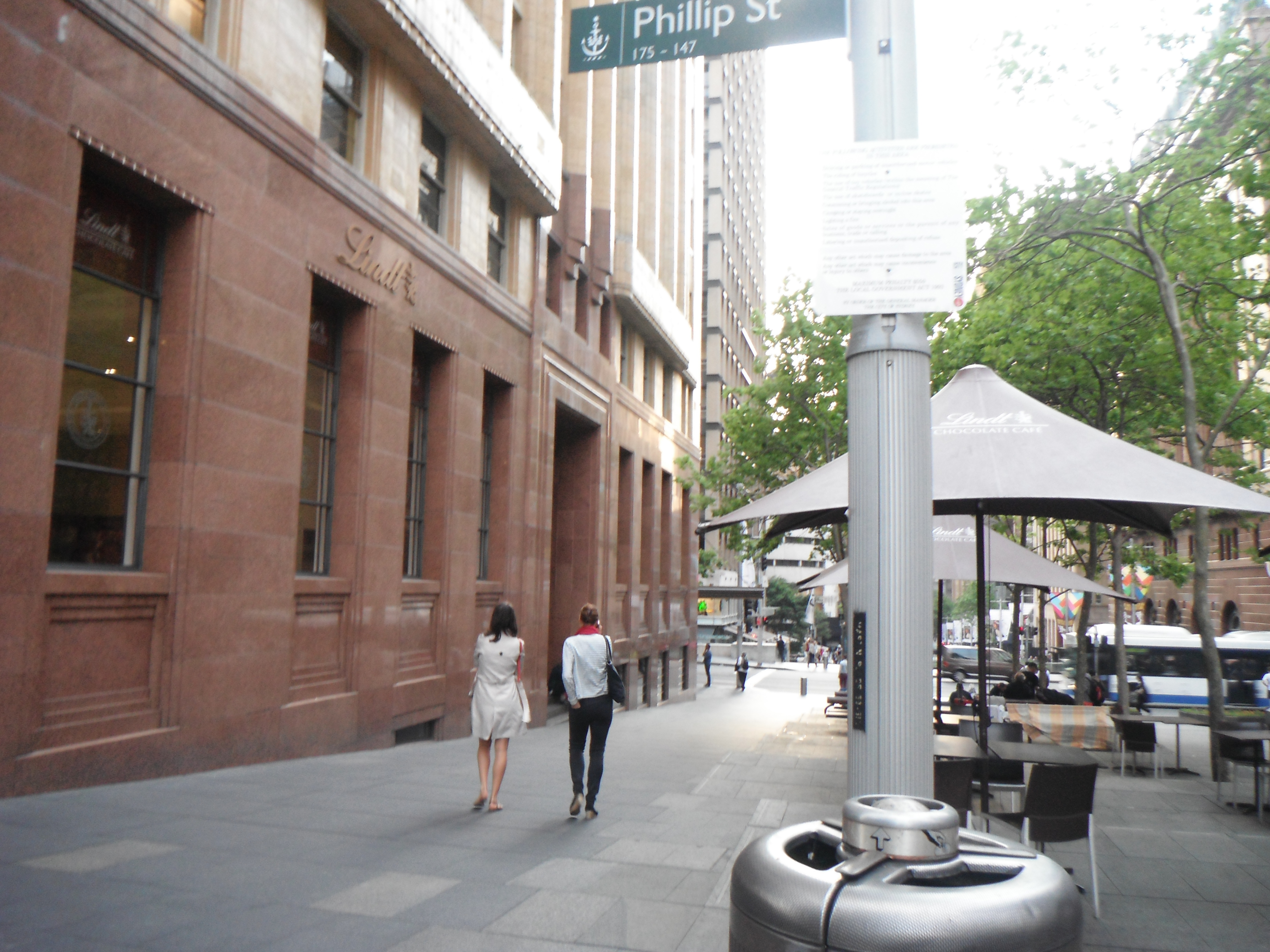
2013년에 찍은 린트 초콜릿 카페 전경

현지시각으로 호주 시드니 시내 마틴플레이스의 한 초콜릿 카페에 무장괴한 이 침입해 한국계 1명을 포함한 20여 명의 손님과 종업원을 인질로 잡았었으며 그들에게 인질범들이 유리창에 아랍어로 '모하메드는 신의 메신저다. 신은 오직 알라뿐’이라고 적힌 커다란 검은 깃발을 내걸도록 했다. 그리고 인질범의 2가지 요구조건은 먼저, IS 깃발을 카페로 가져올 것을 요구했으며, 2번째로 인질범들이 직접 토니 애벗 호주 총리와 대화하게 해달라는 것이다. 또한 인질범은 요구사항 외에 린트 카페 안에 4개, 시드니 상업지구 내 2개, 모두 6개의 폭발물들이 설치되었다고 밝힌 것으로 알려졌다.

### 탈출
3시 37분경, 두명의 인질이 탈출을 시도했으며, 이어 1명의 직원이 비상구를 통해 건물에서 뛰쳐나와 탈출에 성공하였으며,
1시간 뒤인 4시 58분경에, 한국계 여성 1명을 포함한 여성 2명이 탈출에 성공하였다.,
그 뒤로 현지시간 다음날 오전 2시 8분경에, 인질들이 5~6명이 추가로 뛰어나왔다.

### 진압
현지시간으로 다음날 인질들이 5~6명이 추가로 뛰어나온 후 오전 2시 14분경 무장 경찰이 급습해 50분 뒤 인질극이 종료되었다. 이 과정에서 3명이 숨지고 4명 이상이 부상하였으며, 사망자 중에는 인질범도 포함되어 있는 것으로 추정된다.. 나머지 2명의 사망자는 카페의 매니저인 토리 존슨 (34세) 그리고 바리스타 캐트리나 도슨(38세)가 심장에 입은 총상으로 인해 인근 병원으로 옮겨졌으나 사망하였다. 또 다른 세사람은 경찰이 습격하는 동안 부상당했다. 부상당한 인질 중 하나는, 40대 여성으로 다리에 총상을 입었으며, 이후 병원에서 치료를 받고 있다. 또한 처음에 탈출한 인질 한명은 상태가 안좋아 입원하였다.
현지 경찰은 이 사건으로 부상당한 사람들의 상태가 모두 안정적이라고 밝혔으며, 입원했던 한명은 병원에서 퇴원하였다.

### 오페라하우스 에서의 폭발물
또한 시드니 오페라하우스에서도 폭발물로 의심되는 물체가 발견돼 긴급 대피하는 사태가 벌어졌다. 이 사건이 이번 인질극과 연관이 있는지는 아직 밝혀지지 않았다.

## 범인
인질범들이 유리창에 아랍어로 '모하메드는 신의 메신저다. 신은 오직 알라뿐’이라고 적힌 커다란 검은 깃발을 내걸도록 한 것으로 보아, 처음에는 이슬람 국가의 소행으로 추정되었다. 하지만 이 깃발의 모양이 이슬람 국가의 공식 깃발과는 다르며, 이슬람 성전주의자들이 사용하는 깃발로 밝혀짐에 따라, 범인은 소수파 이슬람주의자인 맨 하론 모니스로 추정되었으며, 그는 경찰의 진압과정에서 사망하였다.